# Хинкли (Минесота)
Хинкли (енгл. Hinckley) град је у америчкој савезној држави Минесота.

## Демографија
По попису из 2010. године број становника је 1.800, што је 509 (39,4%) становника више него 2000. године.
| Група             | 2000.         | 2010.         |
| Белци             | 1.178 (91,2%) | 1.449 (80,5%) |
| Афроамериканци    | 2 (0,2%)      | 19 (1,1%)     |
| Азијати           | 9 (0,7%)      | 15 (0,8%)     |
| Хиспаноамериканци | 14 (1,1%)     | 63 (3,5%)     |
| Укупно            | 1.291         | 1.800         |